# Jamilimé
Jamilimé, aussi appelée Jimilimé, est une ville de l'Union des Comores, située au Nord de l'île d'Anjouan.